# Karel Vietsch
Karel Vietsch (Vlaardingen, 24 november 1952 – Amsterdam, 23 februari 2014) was een Nederlandse wiskundige en informaticus die bekend is geworden door zijn bijdragen aan het Nederlandse Internet, met name aan computernetwerken voor onderwijs en onderzoek. Vietsch kreeg hiervoor in 2013 een koninklijke onderscheiding.
Karel Vietsch werd geboren in Vlaardingen in 1952. Hij studeerde wiskunde aan de Universiteit Leiden en specialiseerde zich in de Theoretische informatica en Economie. Hij deed vervolgens promotieonderzoek aan dezelfde universiteit en promoveerde in 1979 op het proefschrift "Abstract Kernel Operators and Compact Operators". Na het vervullen van zijn militaire dienst als een systeem analist, werkte hij bij de opleiding Wiskunde en Informatica aan de TU Delft. Vanaf 1984 werkte Vietsch bij het Ministerie van Onderwijs, Cultuur en Wetenschap als beleidsmedewerker voor Informatietechnologie, waar hij zich onder andere bezig hield met de oprichting van SURFnet in 1992. In dat jaar werd hij tevens hoofd van de afdeling Informatie en infrastructuur voor het onderzoeks- en wetenschapsbeleid. Vanaf maart 1996 was Vietsch algemeen secretaris van TERENA.
Als algemeen secretaris van TERENA had Vietsch een belangrijke invloed op de netwerk infrastructuur voor Europese onderzoeksinstellingen en droeg hij bij aan de uitbreiding naar oost Europese landen en naar landen buiten Europa. Vietsch droeg ook bij aan de bloei van RIPE NCC als een onafhankelijke organisatie voor de uitgifte van IP-adressen en AS-nummers.  
In mei 2013 werd Karel Vietsch benoemd tot Officier in de Orde van Oranje Nassau.
Karel Vietsch overleed op 23 februari 2014. Zijn werk aan de bevordering van geavanceerde internettechnologie voor wetenschappelijk onderzoek en het hoger onderwijs in Nederland wordt voortgezet door de Vietsch Foundation. De Vietsch Foundation draagt bij aan de financiering van specifieke onderzoeks- en ontwikkelingsprojecten voor internettechnologie. Elk jaar kent de stichting een eremedaille toe aan personen die hebben bijgedragen aan de ontwikkeling van een aanpak of technologie die van blijvende waarde is voor de internetgemeenschap.